# Pereiro (Tabuaço)
Pereiro is een plaats (freguesia) in de Portugese gemeente Tabuaço en telt 156 inwoners (2001).